# Kiss Beáta
Kiss Beáta (Budapest, 1950. május 29. –) Balázs Béla-díjas (2003) magyar szinkronrendező.

## Élete
1972–1976 között a Ho Si Minh Tanárképző Főiskola angol-orosz szakos hallgatója volt. 1976–1979 között az Eötvös Loránd Tudományegyetem Bölcsészettudományi Kar (ELTE BTK) magyar szakán tanult. 1979–1982 között a Színház- és Filmművészeti Főiskola adásrendező szakán tanult.
1969 óta a Pannónia Filmstúdióban segédoperatőr, asszisztens, majd 1982 óta szinkronrendező. Jelenleg a Szombathy Varga Studio Kft. ügyvezetője.
2002–2006 között elvégezte a Színház- és Filmművészeti Egyetem DLA tagozatát.

## Szinkronrendezései
| - Állat az emberben (1938) - Bambi (1942) - Jack és a paszulyszár (1952) - Az indián harcos (1955) - Légből kapott zenekar (1955) - Egy párizsi lány (1957) - Én és a tábornok (1958) - Idegen a cowboyok között (1958) - Dühöngő ifjúság (1959) - Csipkerózsika (1959) - A kapitány (1960) - Robinson család (1960) - 101 kiskutya (1961) - Egy csepp méz (1961) - A korzikai testvérek (1961) - Tiszta égbolt (1961) - A világ minden aranya (1961) - Az alcatrazi ember (1962) - Nagy vörös kutya (1962) - Forróság (1963) - A nagy szökés (1963) - Fekete Péter (1964) - My Fair Lady (1964) - A világ legszebb története (1965) - Intim megvilágításban (1966) - Nem félünk a farkastól (1966) - Riporterek (1966) - Casino Royale (1967) - Modern Monte Cristo (1968) - Gyászszertartás (1969) - Egy marék dinamit (1971) - A mező liliomai (1972) - Utolsó tangó Párizsban (1972) - Ellenségem holtteste (1976) - Tétova szerelem (1976) - Etűdök a gépzongorára (1977) - A mások pénze (1978) - Nyomorultak (1978) - Manhattan (1979) - Rabbi a vadnyugaton (1979) - Felhőtáncos (1980) - Határsáv (1980) - Jelenetek a bábuk életéből (1980) - Üdvözlőlap (1980) - Kincs, ami nincs (1981) - Sophie választása (1982) - Csobbanás (1984) - Holttest a könyvtárszobában (1984) - Nincs kettő négy nélkül (1984) - Párizs, Texas (1984) - Brewster milliói (1985) - Kutyasors (1985) - Maszk (1985) - Nulladik óra (1985) - Vissza a jövőbe (1985) | - Top Gun (1986) - Ebihal és a bálnák (1987) - Kísértetház (1987) - Különös kegyetlenséggel (1987) - A sziget (1987) - Törzsvendég (1987) - Toto, a bennszülött (1987) - A nagy kiruccanás (1988) - Újabb csobbanás (1988) - Hóbortos hétvége (1989) - A kis hableány (1989) - Lázadó vihar (1989) - Nőstényördög (1989) - Boszorkányok (1990) - Menekülj, ha tudsz! (1990) - A rét (1990) - Tortúra (1990) - A Villám (1990) - Feketelistán (1991) - Folt a zsákját (1991) - Hook (1991) - Külvárosi kommandó (1991) - Leszámolás Kis-Tokióban (1991) - A szépség és a szörnyeteg (1991) - Aladdin (1992) - Árnyak és köd (1992) - Bumeráng (1992) - Egy asszony illata (1992) - Káin ébredése (1992) - Micsoda csapat! (1992) - Wayne világa (1992) - Égi tűz (1993) - Haláli fegyver (1993) - Hátulgombolós hekus (1993) - A hercegnő és a kobold (1993) - Az idő száműzöttje (1993) - Rövidre vágva (1993) - Szabadítsátok ki Willyt! (1993) - Tisztességtelen ajánlat (1993) - Vak bosszú (1993) - Boldog karácsonyt! (1994) - Az oroszlánkirály (1994) - Szupermanus (1994) - Vágyak vonzásában (1994) - Vakvilág egyetem (1994) - Végveszélyben (1994) - Othello (1995) - Shop-show (1995) - Az utolsó vacsora (1995) - A halhatatlan kedves (1996) - Nesztelen halál (1996) - Csenő manók (1997) - Godzilla (1998) |

## Külső hivatkozások
- Kiss Beáta az Internetes Szinkron Adatbázisban (magyarul)